# Monhystera andrassyi
Monhystera andrassyi är en rundmaskart som beskrevs av Biro 1969. Monhystera andrassyi ingår i släktet Monhystera och familjen Monhysteridae. Inga underarter finns listade i Catalogue of Life.